# Wojna o sukcesję limburską
Wojna o sukcesję w Limburgii – konflikt polityczny mający miejsce w latach 1283–1289.

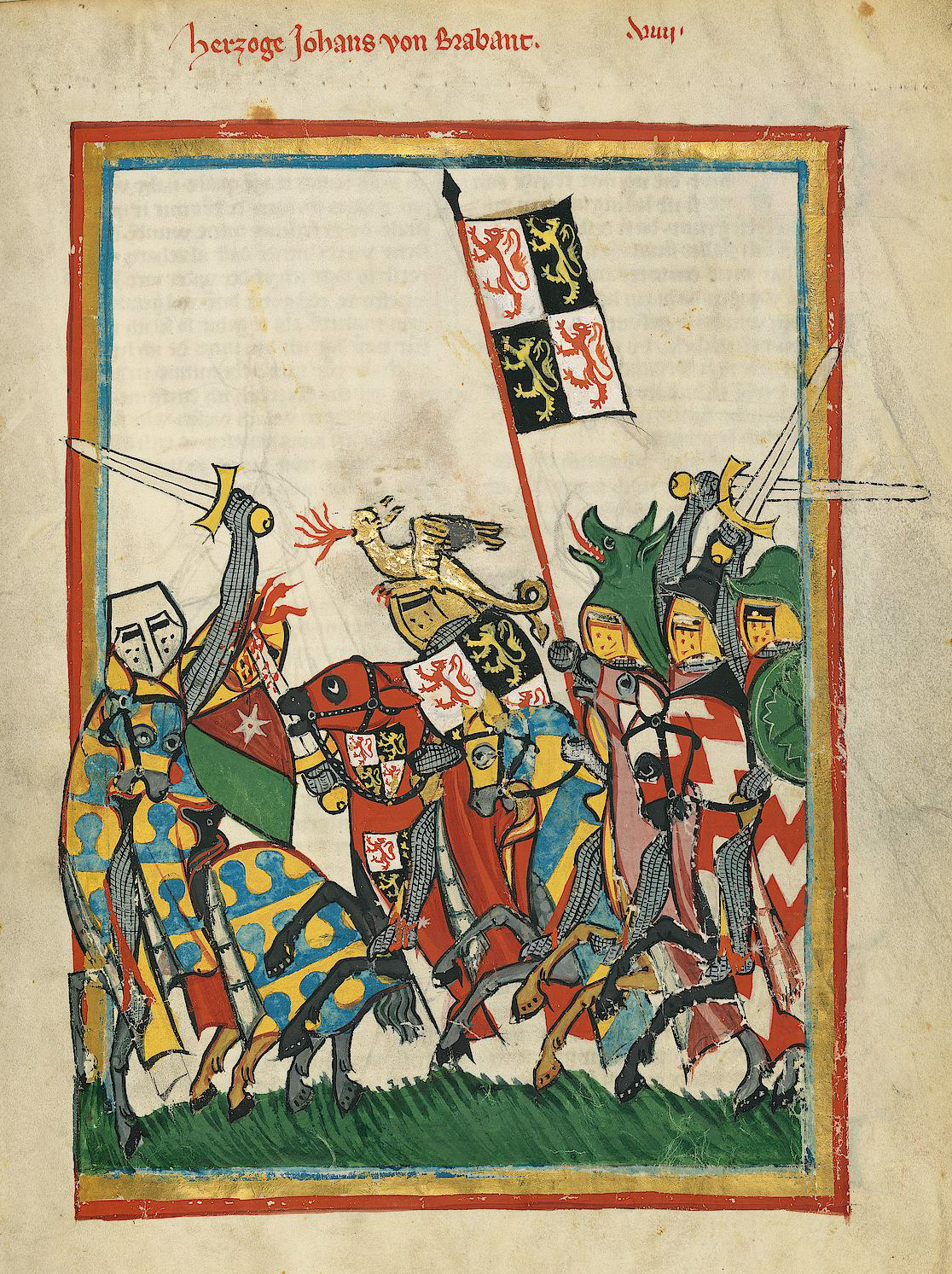
Książę Brabancji Jan podczas Bitwy pod Worringen (Codex Manesse, XIV w.)

W 1279 zmarł bez męskiego potomka książę Limburgii Walram IV. Tron odziedziczyła po nim jego jedyna córka Ermengarda, która wyszła za mąż za hrabiego Geldrii Renalda I. W ten sposób hrabia Geldrii stał się zarazem władcą Limburgii, co zaakceptował król Rudolf I Habsburg.
W czerwcu 1283 zmarła Ermengarda, co spowodowało, że prawa Renalda do tronu zostały zakwestionowane przez księcia Brabancji Jana I, który odkupił prawa do Limburgii od bratanka zmarłego Walrama, hrabiego Bergu Adolfa V. W konsekwencji doszło do wybuchu wojny, w której po stronie Renalda stanęli arcybiskup Kolonii Zygfryd z Westerburga oraz hrabia Luksemburga Henryk VI. Przeciwko arcybiskupowi stanęło natomiast miasto Kolonia, pragnące wyzwolenia spod władzy arcybiskupa, pomimo złożenia mu przysięgi wierności zaledwie rok wcześniej. 
W 1288 w wyniku bitwy pod Worringen Renald poniósł klęskę i został wzięty do niewoli, podobnie zresztą jak arcybiskup koloński. Władzę nad Limburgią objął Jan I Brabancki. Inną konsekwencją wojny było faktyczne uzyskanie przez Kolonię statusu wolnego miasta, co uzyskało sankcję cesarską w 1475 roku.